# Henrique Sereno
Henrique Sereno Fonseca est un ex-footballeur international portugais, né le 18 mai 1985 à Elvas au Portugal, qui évoluait au poste de défenseur central. Il est le président de l'UD Vilafranquense depuis décembre 2019.

## Palmarès
FC Porto
- Vainqueur de la Ligue Europa en 2011.
- Champion du Portugal en 2011.
- Vainqueur de la Coupe du Portugal en 2011.
- Vainqueur de la Supercoupe du Portugal en 2010 et 2011.

 Kayserispor
- Vainqueur du Championnat de Turquie D2 en 2015.

 Atlético de Kolkata
- Vainqueur de l'Indian Super League en 2016.

 Chennaiyin FC
- Vainqueur de l'Indian Super League en 2018.